# どちらにしようかな
どちらにしようかなは、子供の数え歌の一種で、遊びの鬼ごっこの鬼など、主に何かを選んで決めるときに使われるもの。地方によってさまざまなバリエーションがある。

「どちらにしようかな」で赤べこを選んでいる男性

## 日本でのバリエーション
やり方は、選定の対象物（者）を、歌詞の一音毎に交互、あるいは順番に指差し、最後の一音の時に指を差している方に決定するというもので、「どちらにしようかな 天の神様の言う通り」が一般的である。
「どちらに」が「どっちに」になったり、また複数のものから1つを選ぶ場合は「どちらに」が「どれに」になったりする。
また地方によっては「しようかな」を「しましょうか」などとするところもある。「天の神様」は「天の」が省略され「神様」だけだったり、「天神様」「裏の神様」だったりもする。この後に続く言葉はさまざまである。
また、小学生を中心に多用されるのだが、学校単位で様々なアレンジが加えられていることも多く、地域ごとにバリエーションが異なっていることも多々ある。最後につける言葉は自由なので、個人の都合によって自由に改変されることもしばしばあり、常に新しいバージョンが作られていると考えられる。

### 各地のパターン
日本の各地には、以下のようなパターンが存在する。以下はごく一例であり、前述した通り地域によって様々なアレンジが加えられている。
北海道
「どちらにしようかな 天の神様の言う通り なのなのなすびの柿の種」
「どちらにしようかな 神様の言う通り なのなのなすびが食べたいな」
「どちらにしようかな 神様の言う通り なのなのなすびが焼けたかな あかとんぼ しろとんぼ」
「どちらにしようかな 神様の言う通り なのなのなすびの柿の種 芽が出て膨らんで 花が咲いて 空飛んだ」
「どちらにしようかな 天の神様の言う通り つのつのこつじ おやじのはげあたま」
「どちらにしようかな 神様の言う通り なのなのなすびのはげあたま」
「どれにしようかなのなのなすび 神様の言う通り 安倍律子 バナナ」
「どれにしようかなのなのなすび 神様の言う通り じゃおらじゃおら な す び」
「どちらにしようかな 天の神様の言う通り 鉄砲撃ってバンバンバン もいちど撃ってバンバンバン」
「どちらにしようかな天の神様の言う通り 鉄砲撃ってバンバンバン」
青森県
「どちらにしようかな　神様の言うとおり へのへのもへじ　柿の種」
「どちらにしようかな　神様の言うとおり　鉄砲撃ってバンバンバン　ろうそく一本消えた」
「どちらにしようかな 神様の言うとおり へのへのもへじ バラの花 菊の花 チョコレート食べたいな」
秋田県
「どちらにしようかな　天の神様の言う通り　びっちかばっちゃか言う通り　鉄砲撃ってバンバンバン　なのなのな」
山形県
「どちらにしようかな　神様の言うとおり　すっからかんのすっからかん　あくびが出たらおわりだよ」
岩手県
「どちらにしようかな　天の神様の言う通り　すっちょい すっちょい すっちょいの ちょい　本当かな嘘かな」
「どれに（どちらに）しようかな　神様の言う通り　　あべべのべのべのアブラムシ　鉄砲撃ってバンバンバン　神様はだあれだあれかな」
宮城県
「どれにしようかな 天の神様のいう通り あべべのべ あーめんそーめん中華そば 赤豆白豆なんの豆」
「どちらにしようかな 神様の言う通り 赤とんぼ 白とんぼ 神様とんぼ あべべのべ」
「どれにしようかな天の神様の言う通り　じゃがぽかぽかりのぽかぽかり」
「どちらにしようかな天の神様のいう通り あべべのべ 鉄砲打ってバンバンバンもう一つ撃つぞにバンバンバン 玉手箱 柿の種 コアラのマーチ」
福島県
「どれにしようかな 天神様の言う通り 赤豆白豆三度豆 うまい豆」
「どちらにしようかな 天の神様の言うとおり 鉄砲撃ってバンバンバン」
「どちらにしようかな 天の神様の言う通り あのねのねのねの柿の種鉄砲打ってバンバンバン もひとつおまけにバンバンバン」
「どちらにしようかな 裏の神様に聞けば分かります 毛虫 あぶら虫 鉄砲撃ってバンバンバン」
「どちらにしようかな 天の神様の言う通り 赤豆白豆天の豆 鉄砲撃ってバンバンバン」
「どちらにしようかな 神様の言うとおり 鉄砲撃ってバンバンバン 赤豆白豆天の豆」
栃木県
「どちらにしようかな 天の神様のいうとおり 鉄砲撃ってバンバンバン 柿の種」
「どちらにしようかな 天の神様の言う通り 鉄砲打って バンバンバン あべべのべ 柿の種」
群馬県
「どれにしようかな 天の神様の言うとおり あべべのべのべの柿の種 電車に轢かれてぺっちゃんこ」
「どれにしようかな　天の神様のいうとおり　あべべのべ　鉄砲撃ってバンバンバン　もひとつおまけにバンバンバン」
「どれにしようかな 天の神様の言うとおり あべべのべのべのべの抜けた」
茨城県
「どれにしようかな 天の神様の言うとおり おすすのす柿の種 種鉄砲打ってバンバンバン もいちどおまけにバンバンバン」
「どちらにしようかな天の神様の言うとおり 鉄砲打ってバンバン もひとつおまけにバンバン 柿の種 あべべのべ」
「どちらにしようかな 天の神様の言う通り 鉄砲打ってバンバンバン 死んじゃった」
「どちらにしようかな天の神様の言うとおり 鉄砲撃ってバンバンバン もひとつ撃ってバンバンバン 柿の種が落ちました おすすのす」
埼玉県
「どれにしようかな 天の神様の言う通り あべべのべいチョコレートのおまけつき 鉄砲撃ってバンバンバン もひとつおまけにバンバンバン」
「どれにしようかな 天の神様の言う通り あべべのべ　お餅が焼けたかな 鉄砲バンバン もひとつおまけにバンバン」
「どれにしようかな 天の神様の言う通り おっぺけぺーの鉄砲撃ってバンバンバン もひとつおまけにバンバンバン」
「どれにしようかな 神様の言う通り あべべのべのべの柿の種」(川越市)
東京都
「どちらにしようかな 天の神様の言う通り なのなのな おべべのべっかにしようかな」
「どちらにしようかな 天の神様の言う通り 天国 地獄 大地獄 天国 地獄 大地獄 天国 地獄 大地獄」
「どちらにしようかな 天の神様の言う通り 鉄砲打ってバンバンバン(柿の種) もっかい打ってバンバンバン」
「どちらにしようかな 天の神様の言う通り 鉄砲打ってバンバンバン もひとつおまけにバンバンバン 赤とんぼ青とんぼ黄とんぼ」
「どちらにしようかな 天の神様の言う通り 鉄砲打ってバンバンバン柿の種 お寺の和尚さんがカボチャの種を撒きました 芽が出でふくらんで 花が咲いて 実になって 枯れてしまって じゃんけんぽい」
神奈川県
「どちらにしようかな 天の神様の言う通り なのなのな 鉄砲撃ってバンバンバン もうひとつ撃ってバンバンバン」
「どちらにしようかな 天の神様の言う通り なのなのな 鉄砲撃ってバンバンバン 柿の種の言う通り」
「どちらにしようかな 天の神様の言う通り なのなのな 鉄砲撃ってバンバンバン もひとつおまけにバンバンバン 卵が割れたかな ろうそく一本切れた」
「どちらにしようかな 天の神様の言う通り 鉄砲撃ってバンバンバンもう1度撃ってバンバンバン なのなのな おまけのあかさたな はまやらわん」
千葉県
「どれにしようかな 天の神様の言う通り ちちちのケムシ」
「どちらにしようかな 天の神様の言う通り 鉄砲撃ってバンバンバン もうひとつ撃ってバンバンバン」
「どちらにしようかな 天の神様の言う通り べのべのべ」
静岡県
「どちらにしましょうか 天の神様の言う通り あっかんべっこんしましょうか」
「どれ（どっち）にしようかな　天の神様の言う通り　あっかんべっちょんくそべっちょん　でんでんむしむしかたつむり」
「どちらにしようかな 天の神様の言う通り お皿が2枚割れました」
「どれにしようかな 天の神様の言う通り あべべのべっこんでしたまた来てねさようなら」
「どちらにしようかな　天の神様の言う通り　お皿が3枚ありました　白豆　赤豆　黄色豆」
「どちらにしようかな 天の神さまの言う通り おすすのすずめ ロウソク一本指切った」
「どちらにしようかな 天の神様の言う通り ぎったん ばっこん 終点ですよ」
長野県
「どれ（どちら）にしようかな 天の神様の言う通り 鉄砲撃ってバンバンバン もひとつうってバンバンバン」
新潟県
「どれにしようかな 神様の言うとおり スッポロポンのスッポロポンのアブラムシ」
「どちらにしようかな　天の神様の言う通り　みかんの皮がむけました　あべべのべのべの　鉄砲撃ってバンバンバン」
「どれにしようかな 神さまの言うとおり おせせのせのせの柿の種 ねーのねーのねっちょっぴ」
富山県
「どちらにしようかな 神様の言う通り グットバイ グットバイ 柿の種」
石川県
「どちらにしようかな 天の神さまの言う通り　鉄砲撃ってバンバンバン　太鼓を打ってドンドンドン　赤ネズミ白ネズミ　ポテトチップス食べたかな　1・2・3」
岐阜県
「どちらにしようかな 天の神様の言う通り なもしのなもしの柿の種」
「どれにしようかな 天の神様の言う通り 鉄砲撃ってバンバンバン もひとつおまけにバンバンバン 赤豆白豆天の豆」
「どれにしようかな 神様の言う通り てつぼかつぼ便所に落ちたとさあぶらむし」
「どれにしようかな 神様の言う通り どてつぼかつぼ さわてつぼ」
「どちらにしようかな　天の神様の言う通り　おぴぴのビスコ」
愛知県
「どちらにしようかな 神様の言う通り 鬼になっても怒りこなあし オッピッピのピ 玉手箱 ひまわり」
「どれにしようかな 天の神様の言う通り 鉄砲撃ってバンバンバン もひとつ撃ってバンバンバン」
「どれにしようかな 神様の言う通り ちっちきちっちきちっちっち 合わせてぴょこぴょこちっちきち」
「どれにしようかな 天の神様の言う通り 鉄砲撃ってバンバンバン あべべのべのべのべのべのべ」
「どれにしようかな 天の神様の言う通り パッパラパーのパーのパー 柿の種 鉄砲撃ってバンバンバン」
「どちらにしようかな 神様の言う通り ぺこぺこあぶらむし」
三重県
「どちらにしようかな 裏の神様の言う通り あっぷぷの あ・ぷ・ぷ」
「どちらにしようかな 裏の神様の言う通り ちょちょいのちよい柿の種」
「どちらにしようかな 裏の神様に聞いたらよく分かる もひとつおまけにドンドコショ」
「どちらにしようかな 天の神様の言う通り ちちぱのちちぱの柿の種」
滋賀県
「どちらにしようかな 天の神様の言う通り けっけっけーの毛虫 もひとつおまけに1・2・3 大砲撃って1・2・3」
「どちらにしようかな 天の神様の言うとおり ぶつとこい ぶつとこい アブラムシ 太鼓を打ってドンドンドン」
京都府
「どちらにしようかな 天の神様の言う通り プッとこいてプッとこいてプップップ もう一つおまけにプップップ」
「どちらにしようかな 天の神様の言う通り 鉄砲撃ってバンバンバン も一度撃ってバンバンバン 柿の種 アブラムシ」
大阪府
「どれにしようかな 裏の神様に聞いたらよくわかる プッとこいてプッとこいてプップップもひとつおまけにプップップッ」
「どちらにしようかな 天の神様の言う通り あぷっぷの あ・ぷ・ぷ」
「どちらにしようかな 天神様と神様の言う通り まだ決まりません もう決まりました」
「神様の言うとおり 柿の種 エイヤッ」
「どちらにしようかな 裏の権兵衛さんに聞いたらよくわかる プッとこいてプッとこいてプップップ」
「どちらにしようかな 天の神様の言う通り 柿の種 アブラ虫 卵が割れた もひとつ割れた 指輪のおっさん指切った」
「どれにしようかな 天の神様の言うとおり プッとこいてプッとこいてプップップッ 柿の種 アブラ虫 もひとつおまけに プッとこいてプッとこいてプップップッ」など
兵庫県
「どれにしようかな 天の神様の言う通り 太鼓を打ってどんどこどん もひとつおまけにどんどこどん」
「どれにしようかな 天の神様の言う通り じじばばとのひめ プリプリプリ」
「どれ（どちら）にしようかな 天の神様の言う通り あべべのべ 赤とんぼ」
「どちらにしようかな 天の神様の言う通り あっぷっぷーの 柿の種」
「どちらにしようかな 天の神様の言う通り ぷりっぷりっぷりっ 柿の種」
「どれにしようかな 天の神様の言う通り ぷりっぷりっぷりっ 柿の種 アブラムシ お味噌汁」
「どちらにしようかな 天の神様の言う通り ぷりっぷりっぷりっ 柿の種　大砲撃ってどんどこどん もひとつおまけにどんどこどん」
「どちらにしようかな 裏のゴンベエさんに 聞いたらよくわかります プリプリプリプリ 柿の種」
「どれにしようかな 天の神様の言う通り 鉄砲打ってバンバンバン 柿の種 アブラムシ おまけにチヨコレイト」
「どちらにしようかな 裏の神様に聞いたら良く分かります 鉄砲打ってバンバンバン 柿の種 プリンプリン 柿の種」

奈良県
「どちらにしようかな 天の神様の言う通り 柿の種の言う通り プッとこいてプッとこいてプップップ」
「どちらにしようかな 裏の権兵衛さんに聞いたらよくわかる プッとこいてプッとこいてプップップ」
「どちらにしようかな 奈良の大仏さんに聞いたらよくわかる プッとこいてプッとこいてプップップ」
「どちらにしようかな 天の神様の言う通り ぶとばいぶとばいぶんぶんぶん アブラムシ 柿の種」
和歌山県
「どれにしようかな 裏の神様の言うとおり プッとしてプッとしてプップップ 柿の種」（人に対しても「どちらに」が使われない）
「どれにしようかな 天の神様の言うとおり 1・2・3 柿の種 猫踏んだ あぶら虫」
岡山県
「どちらにしようかな 天の神様の言う通り とんちんかんちん あ・た・れ」
「どちらにしようかな 天の神様の言う通り なのなのな 1・2・3・4・5・6・7・8・9・10　柿の種」
「どちらにしようかな 天の神様の言う通り ちっちっぱっぱちっぱっぱ なすびがすってんころりん 豚豚小豚　うんこもらした」
「どちらにしましょうか 天の神様の言う通り えちけちにいぱあ」
「どちらにしようかな 天の神様の言う通り 柿の種 鉄砲撃ってバンバンバン もうひとつおまけにバンバンバン」
「どれにしようかな天の神様の言う通り真っ黒けのけっけっけの柿の種のね」
島根県
「どれにしようかな 天の神様の言う通り 竹の子1本目出せ　ぎっこんばっこんおまけ」
「どちらにしようかな 天の神様の言う通り あべべのべ 蜂が飛ぶ アイスクリームは冷たいぞ」
鳥取県
「どちらにしようかな 天の神様の言う通り 赤豆青豆黄色豆 ひよこのお散歩嬉しいな」
「どちらにしようかな 天の神様の言う通り どってんばってん ひよこのお散歩」
広島県
「どちらにしましょうか 天の神様に聞いてみたらすぐ分かります かっかのかっかの柿の種 ねんねのねんねのねずみとり りんごのりんごのりんご取り 山の奥のあぶら虫」
「どちらにしようかな　天の神様の言う通り　けっけのけっけの柿の種　鉄砲撃ってバンバンバン」
山口県
「どれにしようかな 天の神様の言う通り けっけのけのけんぼうず 柿の種」
愛媛県
「どちら(どれ)にしようかな 天の神様の言う通り 鉄砲撃ってバンバンバン 柿の種 ゲゲゲの鬼太郎 アブラムシ」
「どちら（どれ）にしようかな　天の神様の言うとおり　鉄砲撃ってバンバンバン　アブラゼミ　スズメが死んだら　アブラゼミ」　
「どちら(どれ)にしようかな　天の神様の言う通り　あべべのべべそ　月火水木金土日」
高知県
「どちらにしようかな 裏の神様に聞いたらよく分かる キンコンカンコン あぶら虫 柿の種」
「どちらにしようかな 裏の神様に聞いたらよく分かる キンコンカンコン あぶら虫 裏から回ってさんげんめ　1・2・3」
「どちらにしようかな裏の神さまの言うとおりぞねぞーね」
香川県
「どちらにしようかな 天の神様の言うとおり 鉄砲打ってバンバンバン 柿の種のねのねのね」　　　　　　　　　　　　　　
福岡県
「どれにしようかな 天の神様の言う通り けっけのけーのおーまーけーつーき」
佐賀県
「どちらにしようかな 裏の神様の言う通り べぽぽんべぽぽん柿の種 花が咲く ケケケのケムシ」
「どちらにしようかな 天の神様の言う通り ごはん粒負けました ごめんなさい」
長崎県
「どちらにしようかな 天の神様の言うとおり ぽこぺんちーよの言うとおり 1・2・3の3番目 ぴっぴのぴ」
大分県
「どれにしようかな 天の神様の言う通り けっけのけーのけ」
熊本県
「どちらにしようかな 天の神様の言う通り
柿の種 おむすび 赤とんぼ 1・2・3・4・5・6・7・8・9・10」
宮崎県
「どちらにしようかな 天の神様の言う通り けけけ アブラムシ ごはんつぶ 柿の種 月火水木金土日」
「どちらにしようかな 天の神様の言う通り テントウムシ ごはんつぶ 柿の種」
「どちらにしようかな　天の神様の言う通り　けっけらけーの毛虫　柿の種　ご飯粒」
鹿児島県
「どちらにしようかな 天の神様の言う通り 桜島ドッカーン」
沖縄県
「どれにしようかな 神様の言う通り 月火水木金土日 アブラムシ」

### 地域が不明なもの
「どちらにしようかな 天の神様の言う通り 裏から廻って3番目 1、2、3」
「どれにしようかな 天の神様の言う通り 鉄砲撃ってバンバンバン もっかい鉄砲バンバンバン ねずみがちょろちょろ動いてる  あべべのべ 柿の種をまきまして 1・2・3 もうひとつおまけに 柿の種 月火水木金土日 きつねがおなかをポンポンポン みんなでいっしょにありがとうございました」
「どちらにしようかな 神様の言うとおり へのへのもへじ 笹舟 小舟 柿の種」
「どちらにしようかな 天の神様の言う通り あぶら虫ちゅちゅぽちゅぽ ウサギさんが転んだ 鉄砲撃ってバンバンバン」
「どちらにしようかな 神様の言う通り あべべのべ カタツムリ 鉄砲撃ってバンバンバン」
「どちらにしようかな 天の神様の言う通り 鉄砲撃ってバンバンバン 柿の種 扇風機」
「どちらにしようかな 天の神様の言う通り ちんぷんかんぷん あぶら虫 鉄砲撃ってバンバンバン 月火水木金土日 さようなら」
「どちらにしようかな 天の神様の言う通り 鉄砲撃ってバンバンバン も一つおまけにバンバンバン どうもありがとうございました バンバンバン」
「どちらにしようかな 神様の言う通り 赤豆白豆なんき豆 おっちょこちょいのちょいちょいちょい ろうそくいっぽんきれた」
「どれにしようかな 天の神様の言うとおり 1・2・3 柿の種」
「どれにしようかな 神さまの言うとおり ぴっぴっちょーのぴっぴっちょ」
「どれにしようかな 天の神様の言う通り 鉄砲撃ってドンドコドン ネズミが死んだ 柿の種 新聞紙」
「どちらにしましょうか 神様の言う通り なのなのな 千と千尋の神隠し」
「どちらにしようかな 天の神さまの言うとおり　鉄砲撃ってバンバンバン　柿の種を植えました　芽が出て膨らんで　花が咲いて実がなって　種が落ちたら　1・2・3」
「どちらにしようかな 神様の言う通り ５番目 ゲゲゲのゲ」
「どちらにしようかな　天の神様の言う通り　ペペペのぺ
ご飯粒　ろうそく一本　立てました」

## 外国でのバリエーション

### 英語
イギリス英語では
Eeny, meeny, miny, moe
Catch a baby by the toe
If it squeals let it go,
Eeny, meeny, miny, moe.
または
Eeny, meeny, miney, mo,
Put the baby on the po,
When he's done 
Wipe his bum
Shove the paper up the lum.
アメリカ英語では
Eeny, meeny, miny, moe
Catch a tiger by the toe
If he hollers let him go,
Eeny, meeny, miny, moe.

### フランス語
Am, stram, gram,
Pic et pic et colégram,
Bour et bour et ratatam,
Am, stram, gram.

### スペイン語
De tin marín, de do pingüe
cucara macara titere fue,
yo no fui fue tete
pégale, pégale que merito fue.
または
Zapatito blanco Zapatito azul
Díme cuantos años tienes tú 
5(年齢) un, dos, tres, cuatro, cinco
Y tú no lo eres

### イタリア語
Ambarabà Ciccì Coccò
Tre civette sul comò
Che facevano timore
alla figlia del dottore
Il dottore si ammalò
Ambarabà Ciccì Coccò.

### ブラジルポルトガル語
Uni duni tê
Salamê minguê
Um sorvete colorê
O escolhido foi você!

### ドイツ語
Ene mene miste,
es rappelt in der Kiste.
Ene mene muh
und raus bist du.

## その他
- 福岡市博多区にある博多リバレインの中の施設「博多リバレインモール」の旧名称が「eeny meeny miny moe」だった。
- マルクス兄弟の映画『我輩はカモである』Duck Soup(1933)の戦争シーンで、1人を選ぶのに、

Rrrrrrinspot, vonza, twoza, zig-zag-zab.
Popt, vinag,a tin-li-tav.
Harem, scarem, merchan, tarem.
Tier, tore, buck!
といって決めようとする場面がある。